# Vjatsjeslav Fetisov
Vjatsjeslav Aleksandrovitsj "Slava" Fetisov (Russisch: Вячеслав Александрович "Слава" Фетисов) (Moskou, 20 april 1958) is een Sovjet-Russisch ijshockeyer.
Fetisov won tijdens de Olympische Winterspelen 1984 en 1988 de gouden medaille met de Sovjetploeg en in 1980 de zilveren medaille.
Fetisov werd zevenmaal wereldkampioen. Fetisov werd samen met Igor Larionov in 1997 lid van de Triple Gold Club door met Detroit Red Wings de Stanley Cup te winnen.
- Bibliothèque nationale de France: cb179264537 (data)
- Gemeinsame Normdatei: 121444384
- International Standard Name Identifier: 0000 0000 7863 6093
- Library of Congress Control Number: no98125714
- Nationale Bibliotheek van Letland: 000228444
- Nederlandse Thesaurus van Auteursnamen: 182868656
- Système universitaire de documentation: 189698055
- Virtual International Authority File: 79451912
- WorldCat: E39PBJmdptrjwdMYTHqbgC3fbd